# Salvia apiana
Salvia apiana Jeps. är en kransblommig buske. Salvia apiana ingår i släktet salvior, familjen kransblommiga växter.

## Underarter
Arten delas in i följande underarter:
- Salvia apiana var. apiana
- Salvia apiana var. compacta Munz, 1927
- Salvia apiana var. typica Munz, 1927 nom. inval.

## Hybrider
Salvia mellifera Greene, (1892) är vanlig i södra Kalifornien, och hybridiserar sig med Salvia apiana.
Andra arter, som bildar hybrider med Salvia apiana är:
- Salvia clevelandii Greene, (1892)
- Salvia eremostachya Jeps., (1925)
- Salvia leucophylla Greene, (1892)
- Salvia munzii Epling, (1935)
- Salvia pachyphylla Munz, (1935)
- Salvia vaseyi Parish, (1907)

## Beskrivning[7][8]
Salvia apeiana är en städsegrön, flerårig buske, som blir 0,7–2 m hög och 1–2 m vid.
Bladen är 4–8 cm långa och sitter lågt. Kanterna grunt tandade, avsmalnande mot fästet, tätt behårade. Nyutspruckna blad är grågröna och rännformade, men planar ut, ljusnar och blänker silvrigt så småningom. Klyvöppning som en prick på ovansidan.
Blommorna är tvåkönade, vita med dragning mot lavendelblått. Två av de fyra ståndarna är långt utskjutande åt sidorna.
I blomman 1 pistill med 2 märken. Stiftet skjuter ut ca 15 mm utanför kronbladen. Fruktämnet bildar en tvårummig kapsel med två frön i vardera rummet.
Blomkronans övre läpp är 2 mm eller mindre; undre läppen 4–5 mm och kröker sig uppåt och lägger sig som ett lock över ingången till sporren.
Frukten (4 per blomma) är en ellipsoidisk ljusbrun, blank nöt, 2,5–3 mm lång.
sporren är så trång och lång (12–22 mm), att bin har svårt att komma åt nektaren i bottnen. Humlor tycks klara det bättre. Kolibriers smala näbb är så lång att deras tunga når nektaren.
Salvia apina är en hermafrodit och kan i princip  självpollinera sig, men det sker inte så ofta, eftersom ståndare och pistiller är utskjutande och sitter så långt ifrån varandra.
Blomningstid april–augusti.
Både blommor och blad avger väldoft. Det luktar särskilt starkt, om man gnuggar eller bryter sönder och smular ett blad.

Vippa.

Fyrkantiga blomspjut skjuter upp över grönskan, och kan bli upp till 2,5 m långa och täckas av mer än 100 blommor fördelade i flera kransar utefter blomspjutet. Blommorna sitter i små vippor.
Blomfoder 8–10 mm.
Kromosomtal 2n = 30.

### Kemi[9]
Den eteriska oljan i bladen innehåller:
- Diverse terpener
- Karnosinsyra (salvin C20H28O4)
  - Är konserveringkonserverande, antioxidant, protashämmande m.m.
- Oleinsyra
- Ursolinsyra (urson C30H48O3)
  - Studier har påvisat inverkan på cancer.

I blad och stjälkar finns
- Jaceosidin, C17H14O7
  - Bakteriedödande och desinficerande m.m.

## Habitat
Kaliforniens södra kusttrakter; norrut så långt som till Santa Barbara. Föga söder om Kaliforniens gräns (Baja California (delstat)).
Höjdlägen upp till 1 500 m ö h.

## Biotop
Soliga, torra sluttningar i stenbunden mark. Exakt jordtyp är inte så noga; sandigt eller lerigt med pH 6–8 går lika bra.
S.k. medelhavsklimat med nederbörd 15–66 mm/år och varmt på sommaren.
Efter en ny plantas första år minskar vattenbehovet något.
Växten klarar kyla ned till –15 °C.

## Etymologi
- Släktnamnet Salvia av latin salvus = frisk, sund, räddad eller salveo = må väl, läka, bota, syftande på växtens hälsobringande medicinska egenskaper.
- Artepitetet apiana kommer av latin apis = bin, som ofta besöker växten.

## Användning
Mjöl från malda frön kan nyttjas till välling.

## Bilder

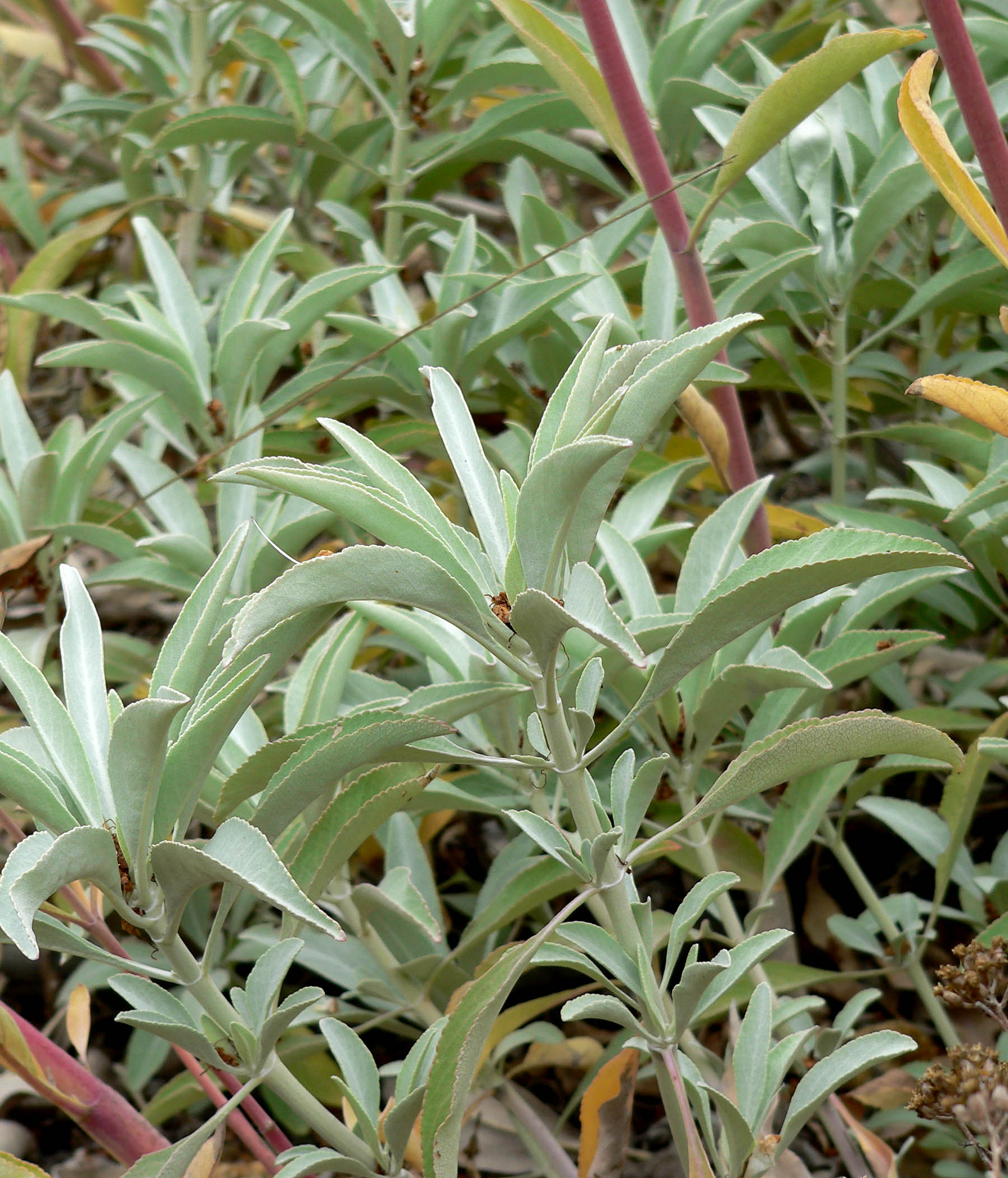
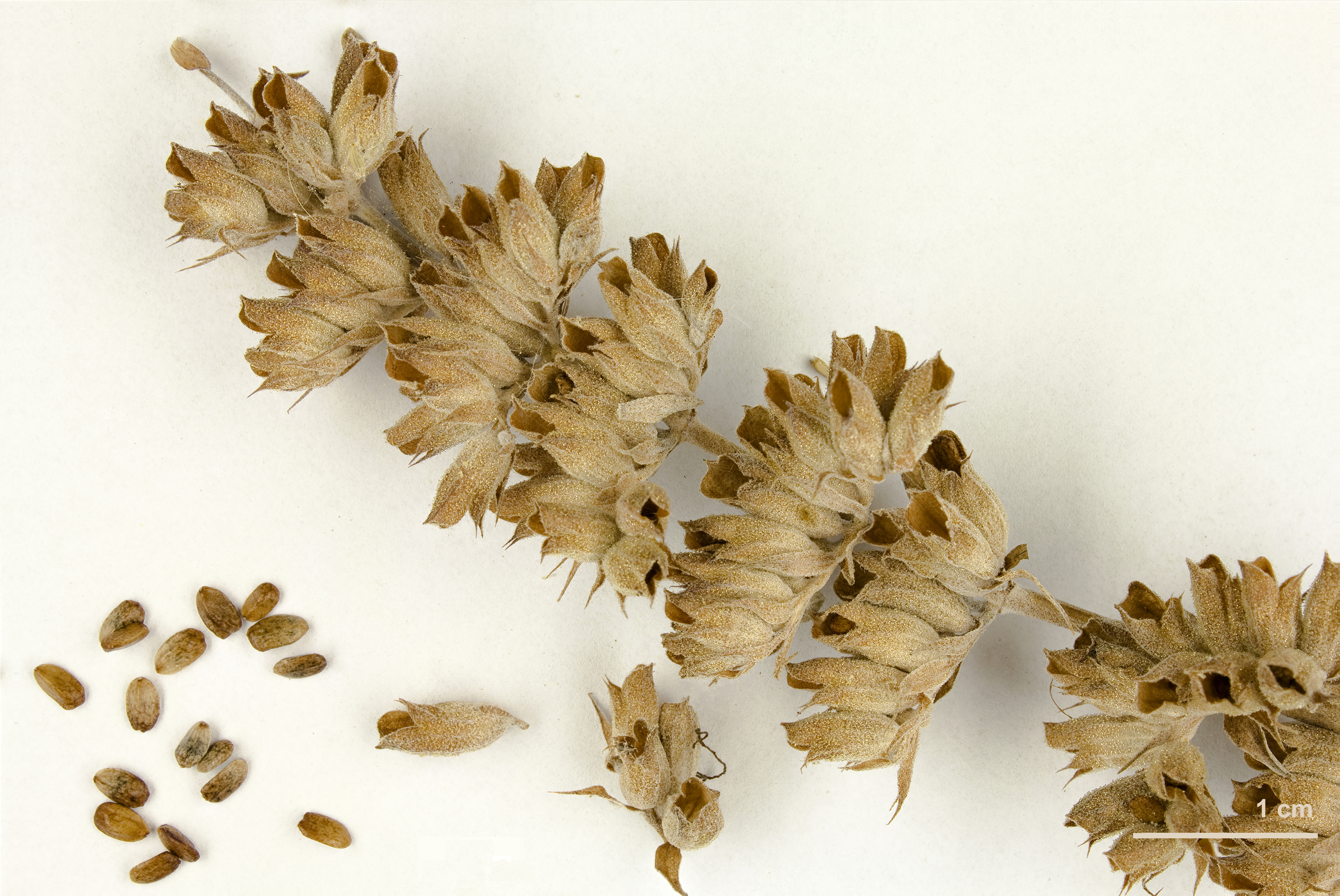
Kan bli över 100 blommor i många kransar på ett spjut. Till vänster några frön.
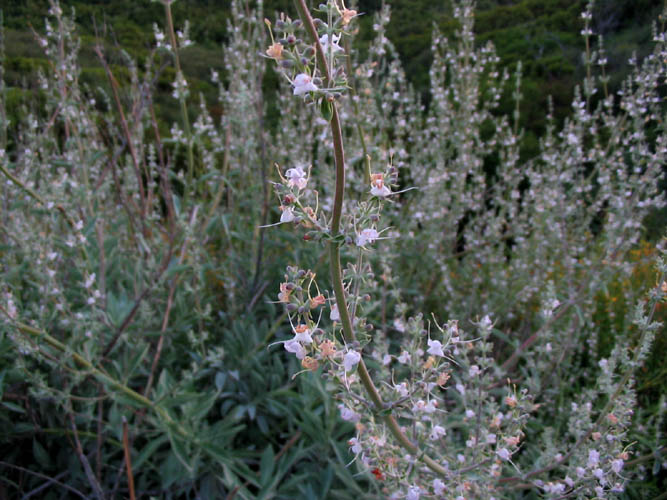
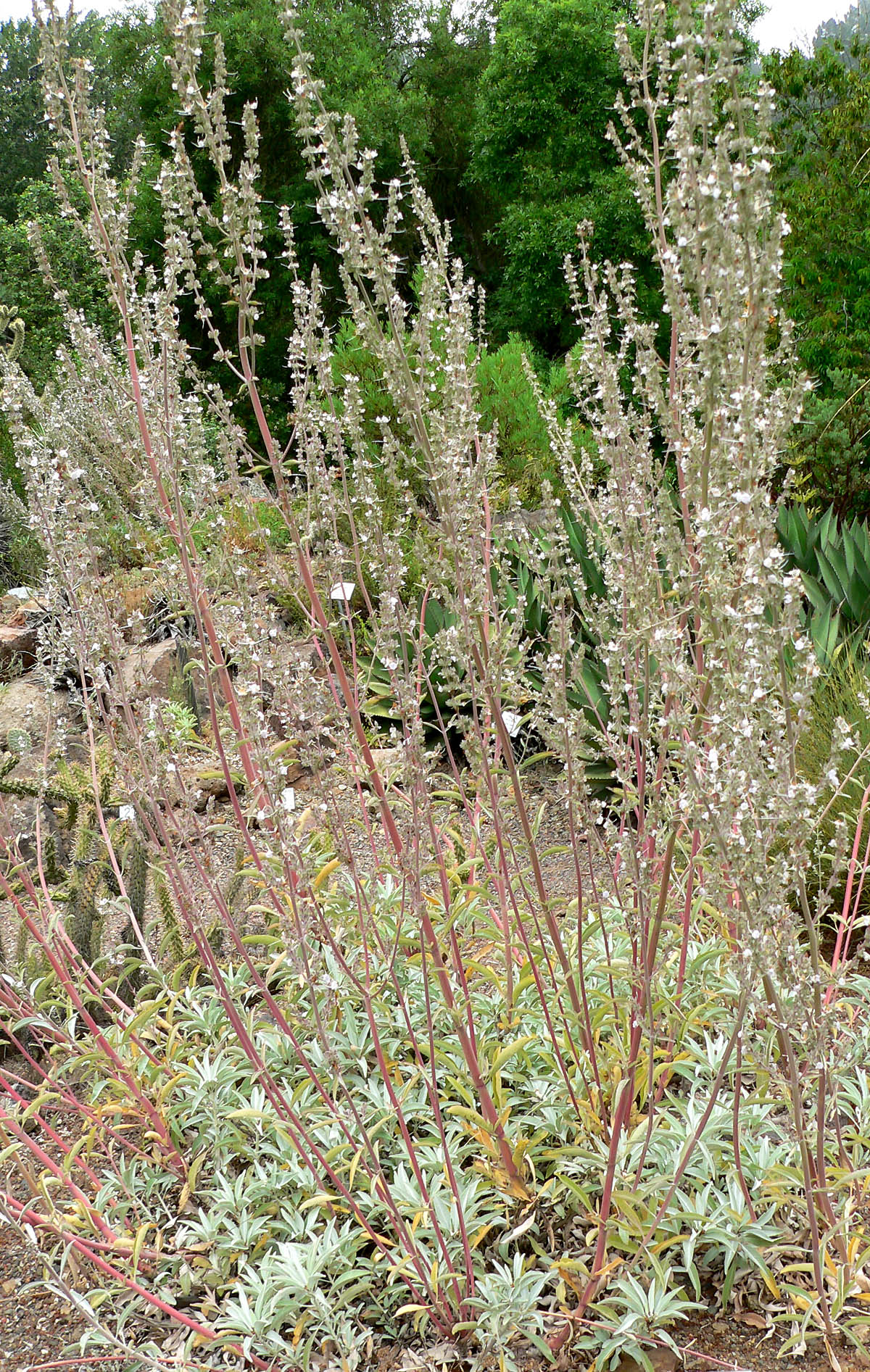
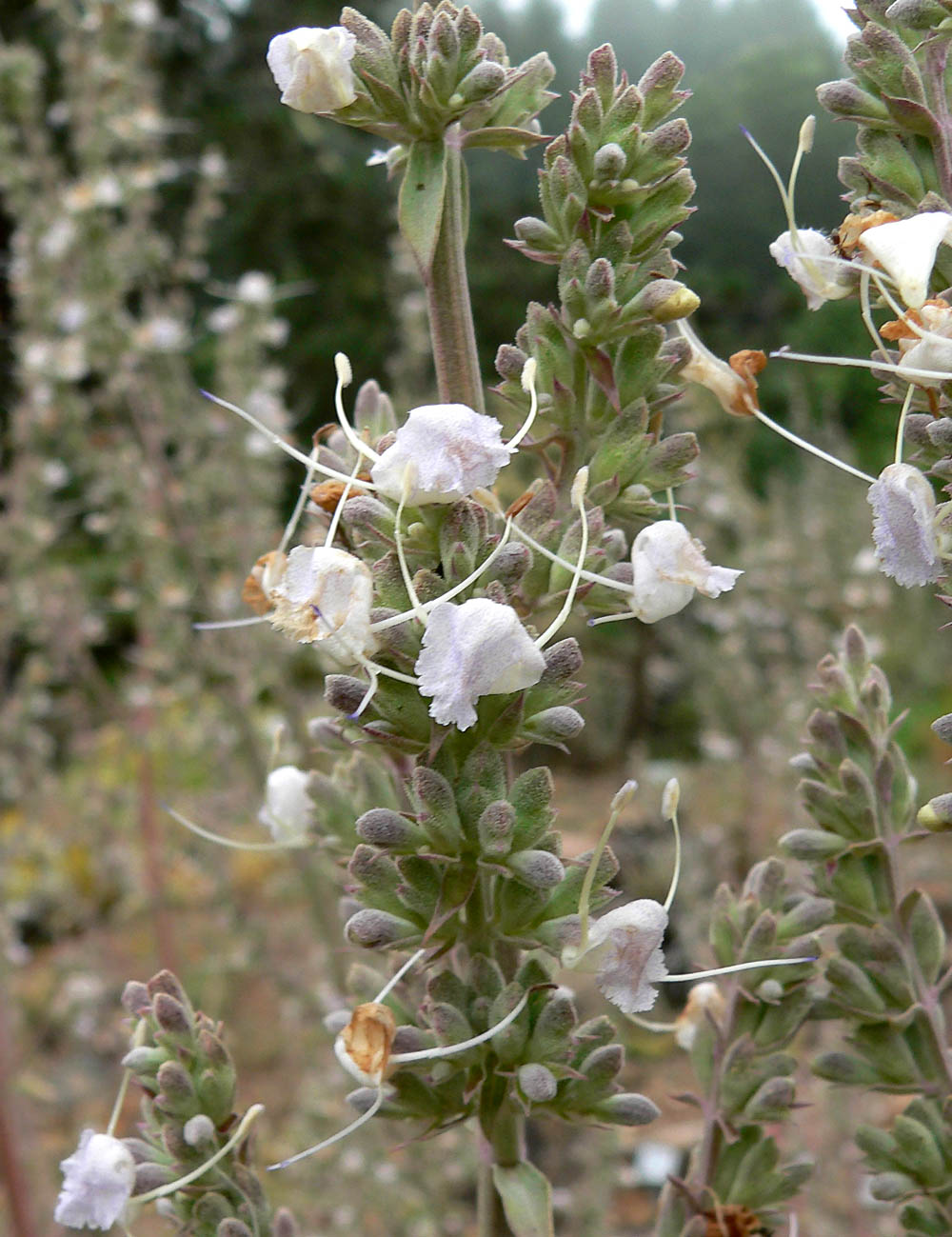
Blommorna sitter tätt, med de utskjutande ståndarna och pistillerna huller om buller, vilket motverkar självpollinering.
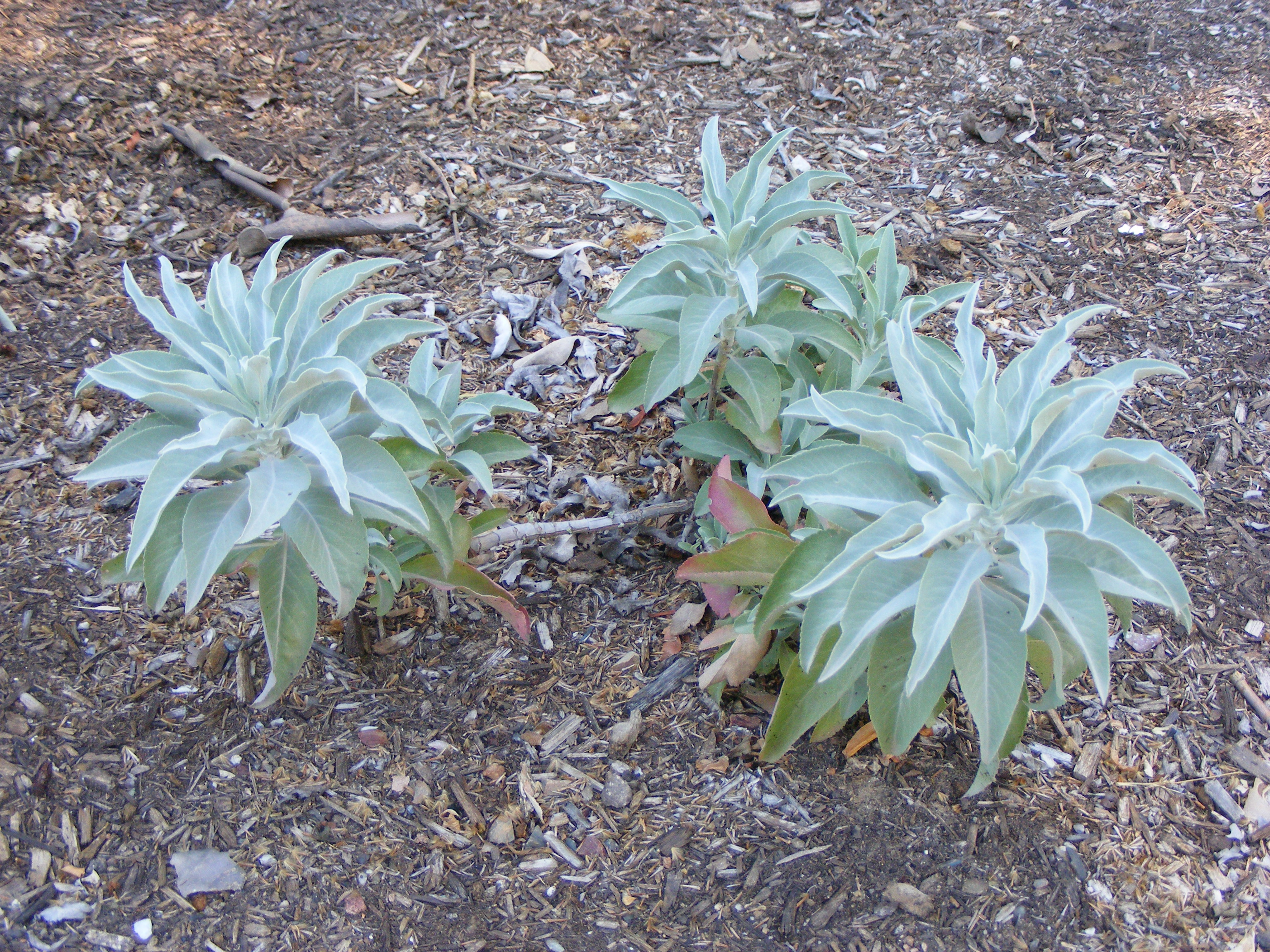
Unga blad är grågröna och kupade.
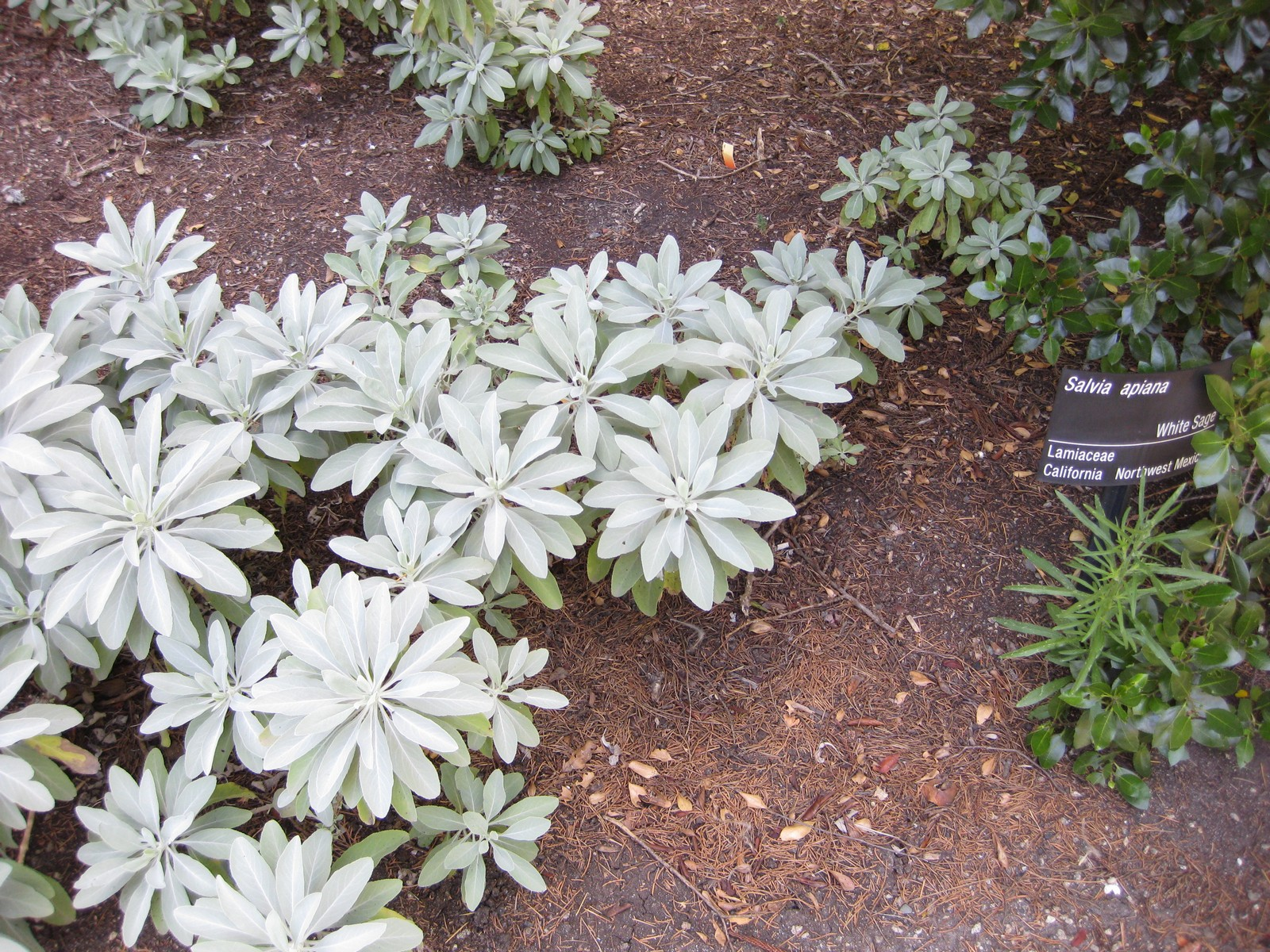
Gamla blad blir tillplattade och vitaktiga.
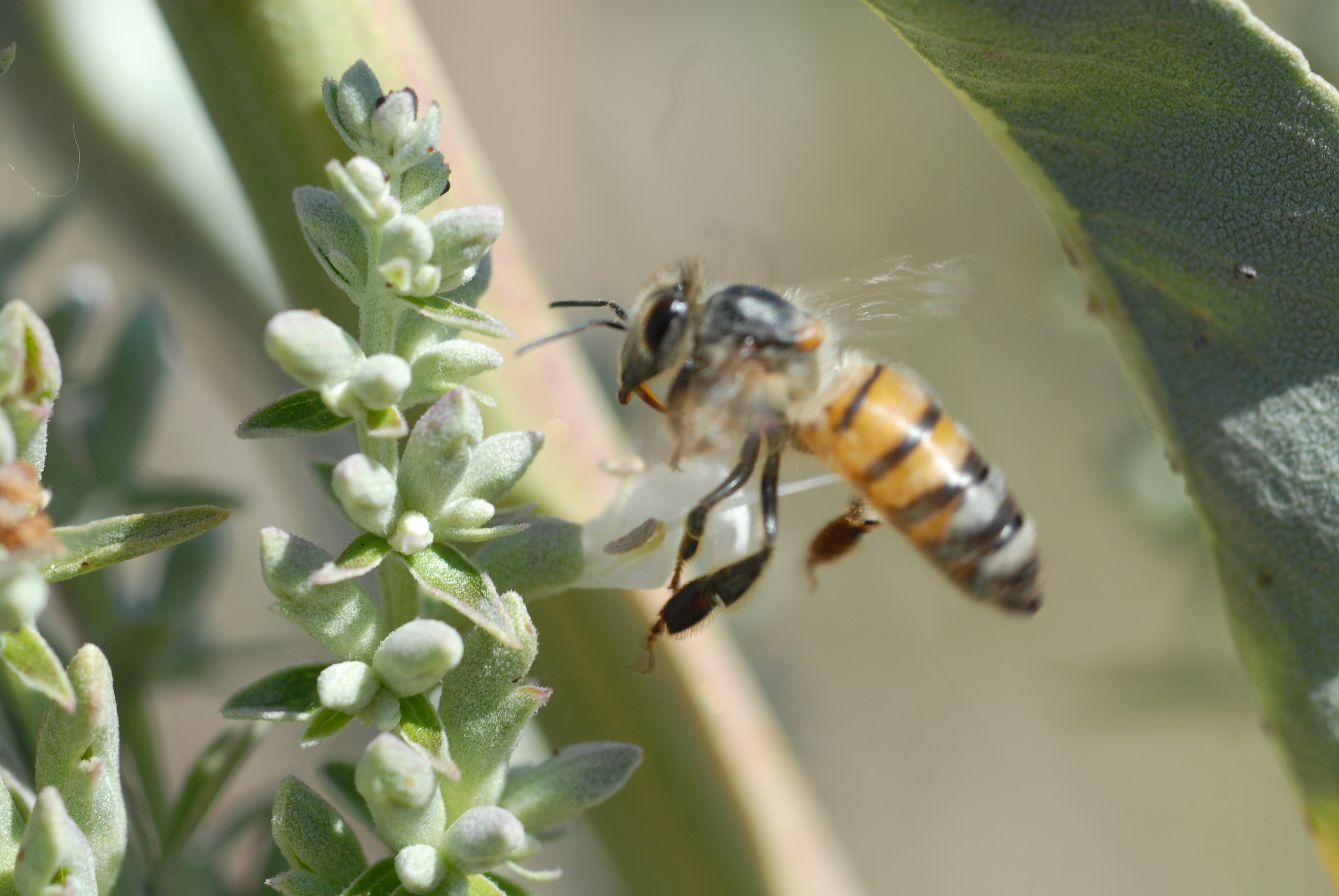
Ett bi försöker komma åt nektar.
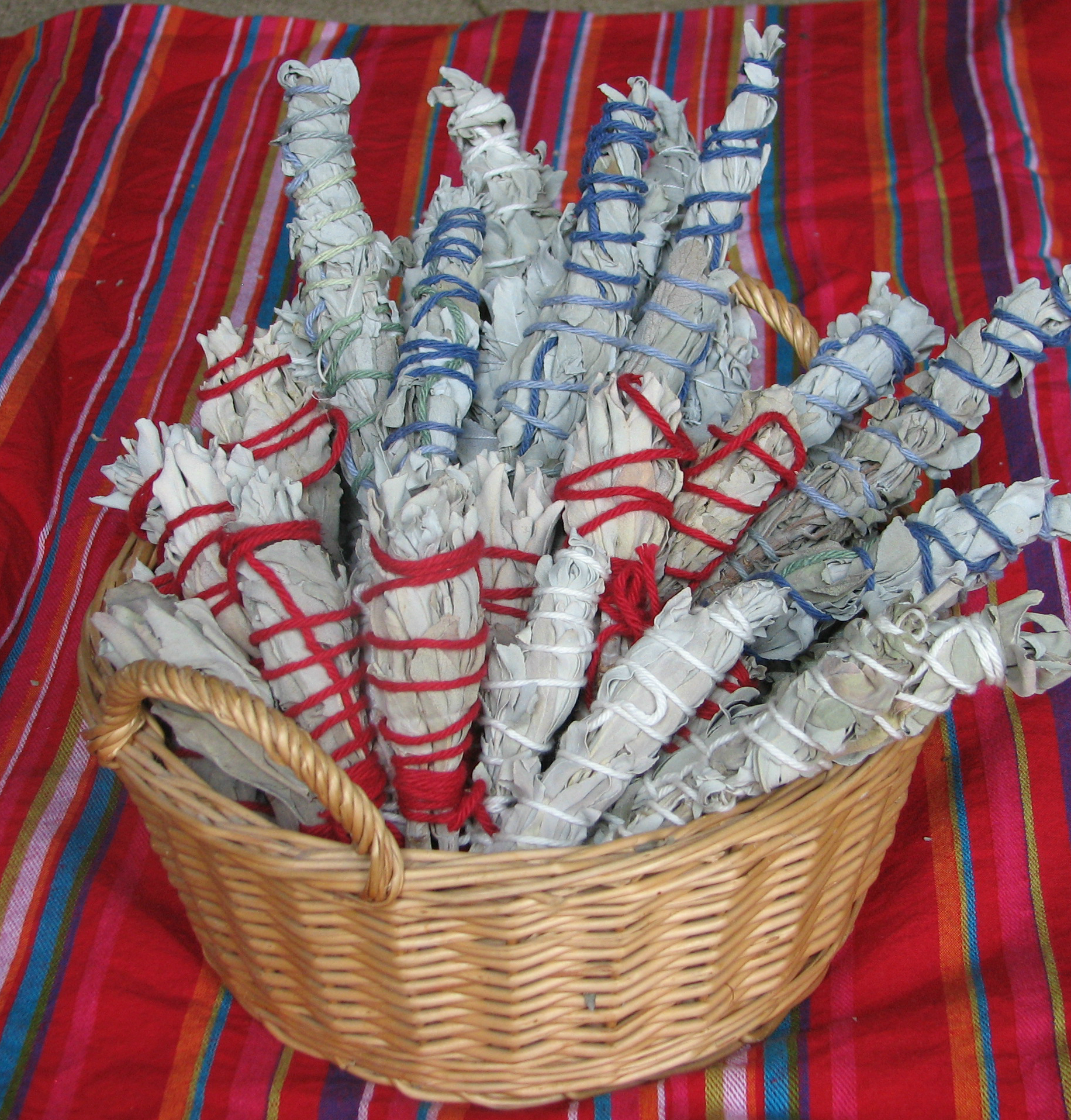
Att sättas eld på för att röken ska driva bort mygg.